# Toyota TF110
Vous lisez un « article de qualité » labellisé en 2023.
Chronologie des modèles (2010)
Toyota TF109
La Toyota TF110 est une monoplace de Formule 1 conçue par l'ingénieur français Pascal Vasselon pour le compte de l'écurie japonaise Toyota F1 Team, dans le cadre du championnat du monde de Formule 1 2010. Elle est équipée d'un moteur V8 Toyota RVX-09 et de pneumatiques Bridgestone. Elle n'a jamais été engagée en Grand Prix et n'a effectué qu'un déverminage sur le parking de l'usine de Toyota Motorsport à Cologne, en mai 2010, aux mains du pilote japonais Kazuki Nakajima.
Le 4 novembre 2009, trois jours après la dernière manche du championnat du monde de Formule 1 2009, disputée à Abou Dabi, Toyota annonce la fin de son engagement en Formule 1, après avoir un temps envisagé de continuer jusqu'en 2012, justifiant des conditions économiques rendues difficiles par la crise économique mondiale de 2008 et une perte nette de 5 milliards d'euros.
La Toyota TF110 se distingue par un double diffuseur au concept considéré comme étant le plus « extrême » jamais conçu en Formule 1 et par un nez surélevé. D'après les simulations aérodynamiques, Pascal Vasselon et le pilote allemand Timo Glock, qui a développé la TF110 en simulateur, cette dernière aurait pu permettre à Toyota de remporter ses premières victoires en Formule 1, voire de disputer le titre mondial.
À la suite du retrait de Toyota, plusieurs structures tentent de racheter la propriété intellectuelle et le châssis de la TF110. Le projet le plus abouti est celui de l'écurie serbe Stefan GP, qui a obtenu un partenariat technique incluant la mise à disposition de la monoplace — rebaptisée Stefan S-01 —, de deux souffleries et de l'usine de Toyota Motorsport à Cologne. Néanmoins, Stefan GP n'est pas autorisé par la Fédération internationale de l'automobile à intégrer le championnat du monde de Formule 1 2010. D'autres écuries, comme Durango Automotive et Hispania Racing F1 Team, mais aussi le manufacturier de pneumatiques italien Pirelli, échouent à reprendre la TF110.

## Contexte et développement

### Toyota, huit saisons en Formule 1 (2002-2009)

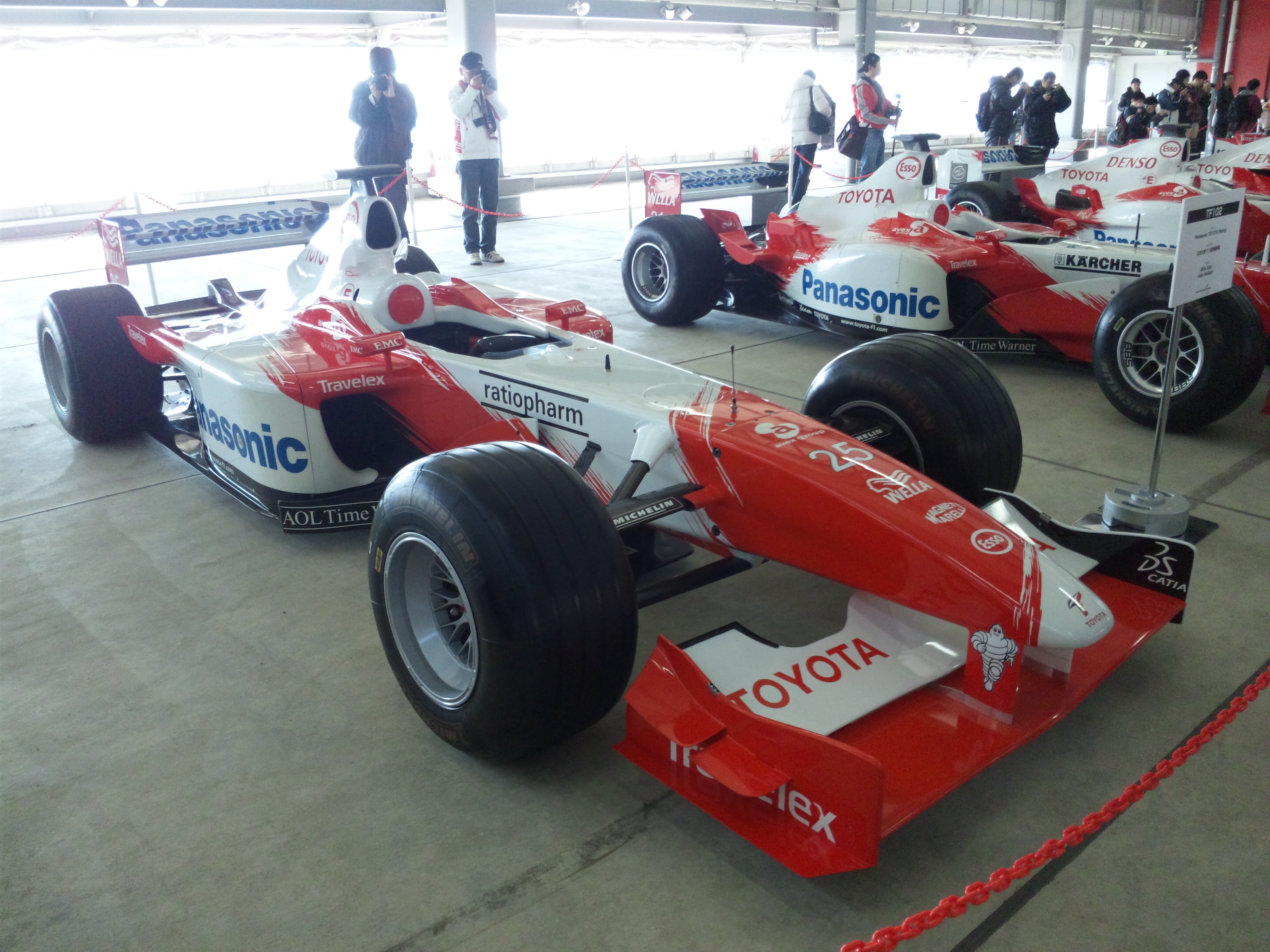
La Toyota TF102, première monoplace engagée en Formule 1, en 2002. Malgré de nombreux essais menés, elle diffère totalement du prototype TF101.

En 1999, le constructeur japonais Toyota, qui a connu le succès avec sept titres pilotes et constructeurs en champion du monde des rallyes et un engagement aux 24 Heures du Mans, annonce sa participation au championnat du monde de Formule 1 2001. La nouvelle écurie, Toyota F1 Team, est installée à Cologne où étaient menés les programmes de rallye et d'endurance, dans une usine disposant d'une soufflerie et d'infrastructures permettant le développement de moteurs, de boîtes de vitesses et de pièces détachées. Néanmoins, alors que Toyota prévoyait de concevoir un moteur V12, le bannissement de cette technologie par la Fédération internationale de l'automobile pousse le constructeur à reporter son arrivée en Formule 1 à 2002,.
Après une année d'essais menés en 2001 au volant du prototype TF101 et forte d'un budget parmi les plus importants de la discipline, Toyota rejoint le championnat en 2002, avec le débutant britannique Allan McNish, riche de son expérience de pilote d'essai, et l'expérimenté finlandais Mika Salo qui marque deux points dans les trois premières courses. Ces bons débuts poussent Toyota à ambitionner la sixième place au championnat du monde des constructeurs. Or l'écurie, dont le personnel n'a pas l'expérience de la Formule 1, ne développe pas suffisamment la Toyota TF102 et termine à la neuvième place, sans marquer plus de points. Si McNish et Salo sont remplacés par Olivier Panis et Cristiano da Matta, Toyota ne se classe que huitième du championnat des constructeurs en 2003,.
Le directeur technique Gustav Brunner est remplacé par Mike Gascoyne, en provenance de Renault, tandis qu'Ove Andersson est remplacé par John Howett à la présidence de l'écurie. Ce dernier, empreint de la culture d'entreprise propre à Toyota, réclame des économies budgétaires — Toyota dispose d'un budget de 384 millions d'euros en 2004 —, alors que Gascoyne est conscient qu'investir de l'argent dans le développement de l'équipe améliorera ses performances sur la piste. La saison 2004 se solde par une nouvelle huitième place au classement mondial des constructeurs, par le départ à la retraite de Panis et par l'éviction de da Matta,.

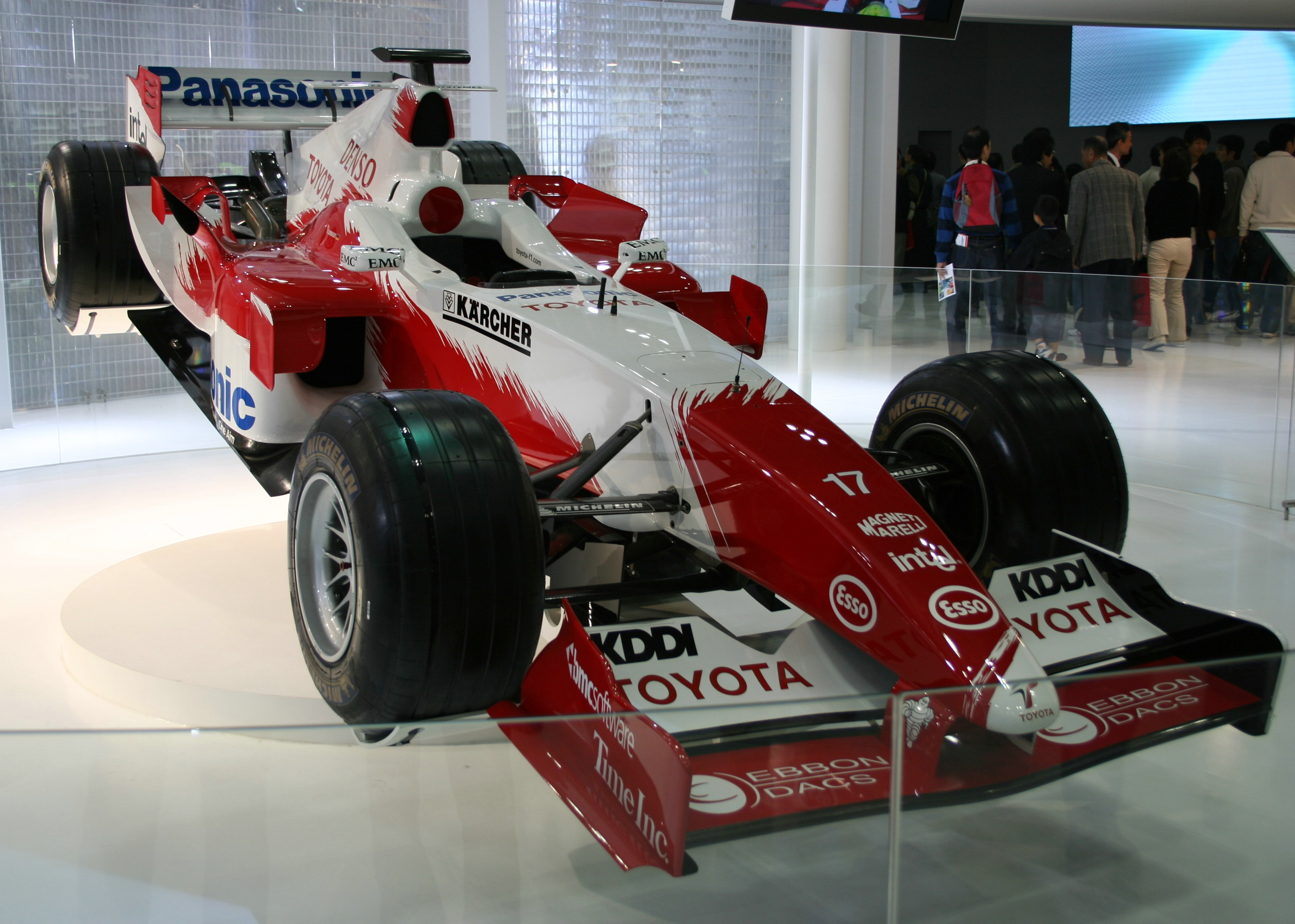
La Toyota TF105, engagée en 2005, est la monoplace la plus performante de l'histoire de l'écurie japonaise en Formule 1.

Pour 2005, la Toyota TF105 est confiée à Jarno Trulli et Ralf Schumacher ; ils obtiennent les cinq premiers podiums de l'écurie japonaise qui se hisse à la quatrième place du championnat des constructeurs. Néanmoins, peu après le début de la saison 2006, Mike Gascoyne, limogé, est remplacé par Pascal Vasselon : la TF106, censée se battre pour des victoires en course, s'avère rapidement décevante, et il est reproché à l'ingénieur britannique des méthodes décisionnelles trop rapides qui ne correspondent pas à la Toyota Way, la culture d'entreprise du constructeur japonais qui impose de suivre un processus spécifique avant de prendre une décision. L'écurie japonaise, qui doit également composer avec les nouveaux pneumatiques Bridgestone et la règlementation technique qui impose des moteurs V8, chute à la sixième place du championnat des constructeurs en 2006 et 2007,.
En 2008, Ralf Schumacher est remplacé par Timo Glock ; avec Jarno Trulli, l'Allemand permet à Toyota d'obtenir la cinquième place du championnat des constructeurs. En 2009, la TF109 équipée du double diffuseur, comme la Brawn BGP 001, se révèle performante et obtient trois podiums lors des quatre premières manches. Cependant, des résultats irréguliers, tant en qualifications qu'en course, font stagner Toyota à la cinquième place finale.

### Fin 2009: fin de l'engagement en Formule 1
À la fin de l'année 2008, Honda, le principal concurrent de Toyota au Japon, annonce se retirer de la Formule 1 en raison de la crise économique mondiale. Toyota réfléchit à faire de même, avant de prolonger son partenariat avec Panasonic, son principal commanditaire, pour 2009. Le constructeur japonais a cependant réalisé d'importantes coupes budgétaires en réduisant son budget à environ 165 millions d'euros, en se séparant de dizaines d'employés intérimaires et en renonçant à organiser le Grand Prix du Japon sur son circuit du Mont Fuji. Toutefois, Toyota réfléchit, en octobre, à se désengager de la discipline en raison de la crise et des coûts importants qu'impose la Formule 1 : en huit saisons, Toyota est l'écurie qui a dépensé le plus d'argent, environ trois milliards de dollars. Dans le même temps, le constructeur met fin à son partenariat avec Williams auquel il fournissait ses moteurs depuis 2007,.
Le lendemain de l'ultime manche du championnat, à Abou Dabi, la presse japonaise affirme que la direction de Toyota réunit, le 4 novembre 2009 à Tokyo, un comité extraordinaire dans l'optique de mettre fin à sa participation en Formule 1, alors que l’écurie serait en discussion avec Kimi Raïkkönen, Robert Kubica et Kamui Kobayashi pour piloter la TF110. À cette date, son président, Akio Toyoda, officialise la fin de l'engagement du constructeur japonais en Formule 1 après avoir, un temps, envisagé de continuer jusqu'en 2012. Il s'agit du troisième constructeur à se retirer en douze mois, après Honda et BMW. Toyota, dont les ventes de voitures ont baissé de 25 % au premier semestre 2009 pour une perte estimée à plus de 5 milliards d'euros, préfère se recentrer sur son activité principale, tout en continuant à participer à des compétitions de niveau inférieur pour soutenir la carrière de jeunes pilotes,,.
Quelques jours plus tard, des rumeurs affirment que Toyota souhaite vendre les plans et la propriété intellectuelle de la Toyota TF110, développée depuis plusieurs mois et désormais fin prête. Les clients potentiels sont USF1 et Manor Motorsport, deux écuries désireuses d'intégrer le championnat du monde de Formule 1 en 2010. Une équipe, dont l'identité n'a pas été révélée, a fait une offre de rachat que Toyota a rejetée, profitant de l'occasion pour démentir tout projet de vente de sa monoplace,.

## Conception de la monoplace

### Aspects techniques

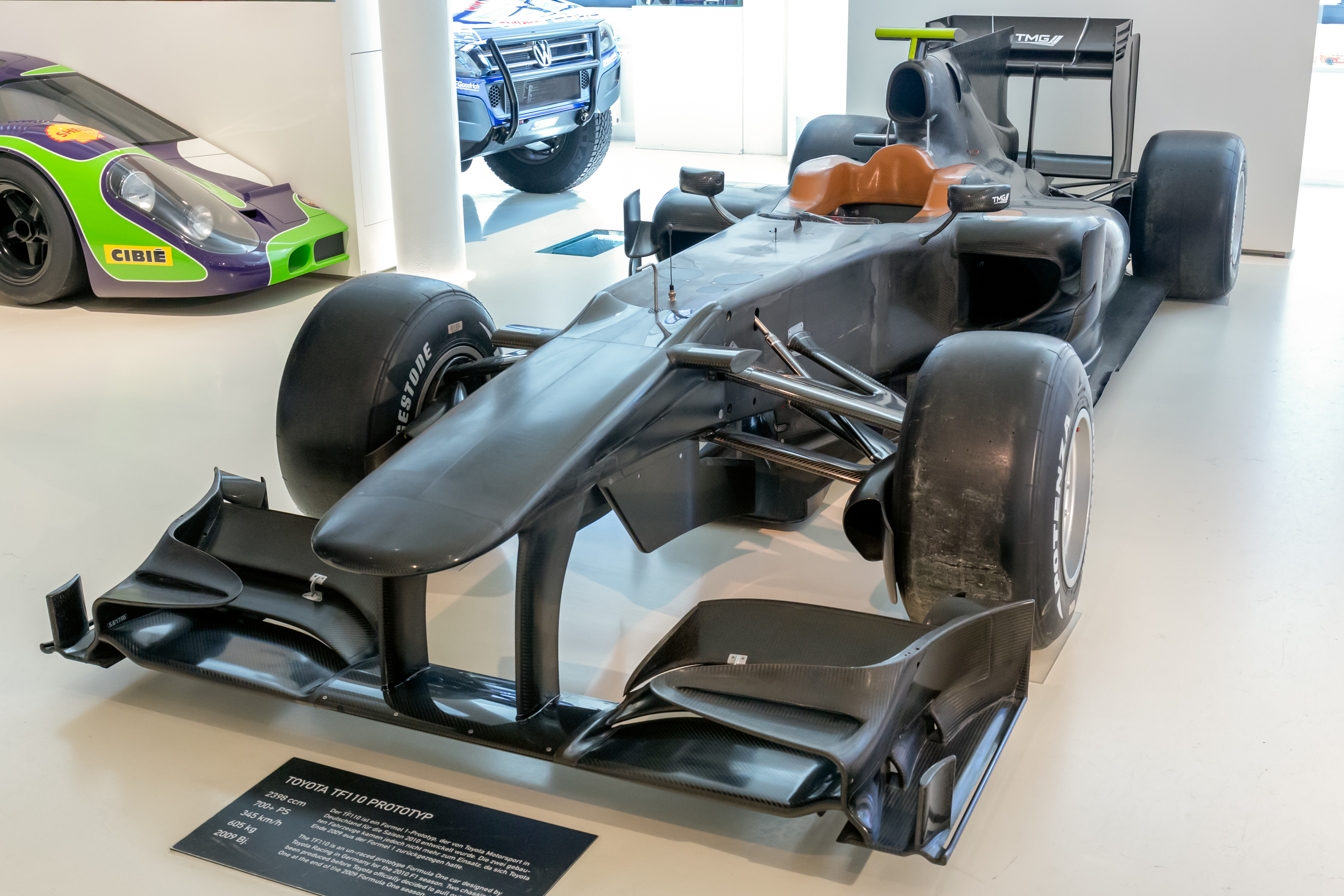
La Toyota TF110 est la monoplace de l'écurie japonaise ayant le plus grand empattement.

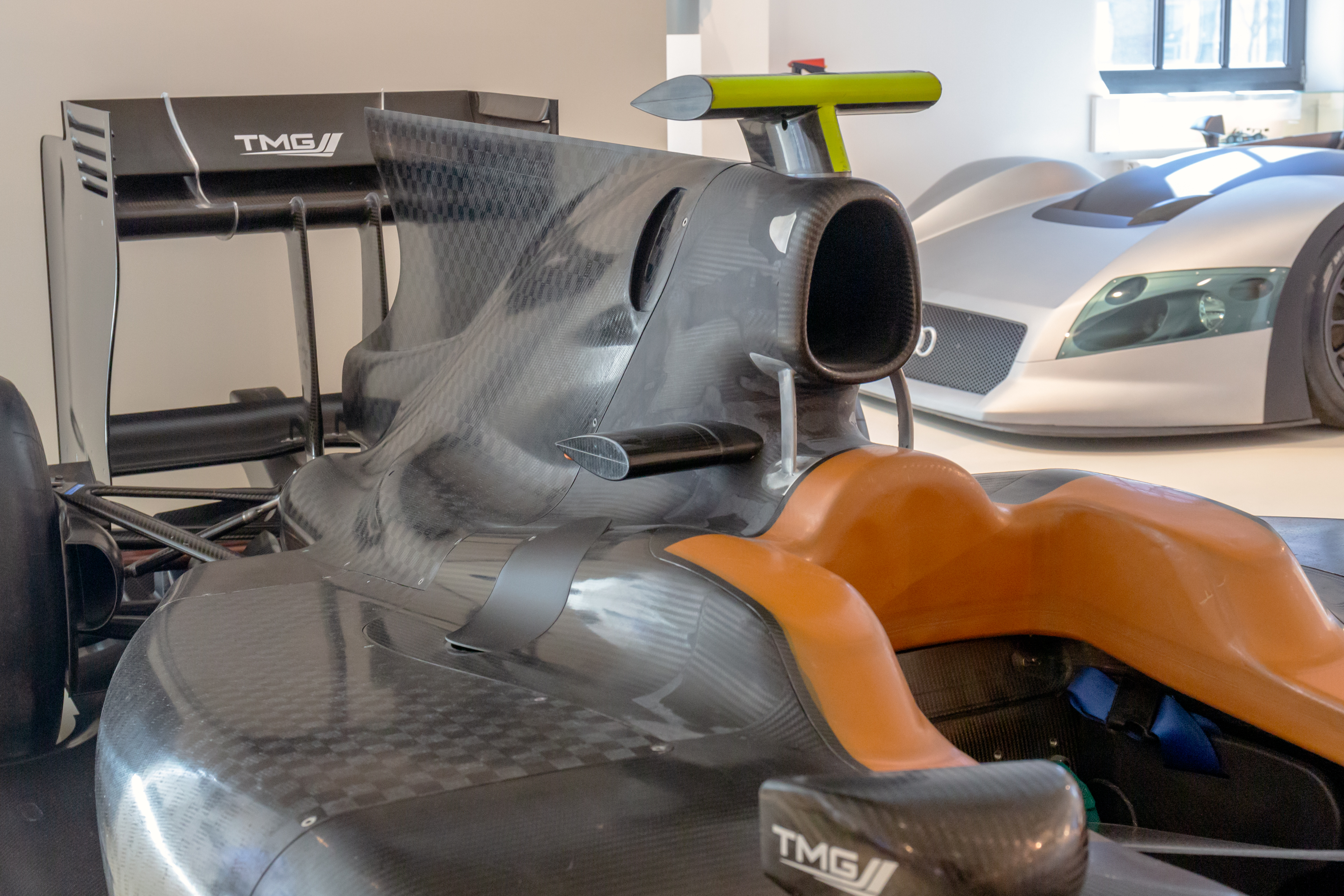
Le capot moteur de la Toyota TF110.

La TF110 est conçue sous la direction de l'ingénieur français Pascal Vasselon, alors directeur technique de Toyota F1 Team, qui la définit comme « une voiture extrême ». D'une masse de 620 kilogrammes avec son pilote et 45 kilogrammes de lest, longue de 5 050 mm et large de 1 800 mm, elle est dotée d'un châssis monocoque composite moulé en fibre de carbone. Son empattement est de 3 300 mm, 210 mm de plus que sa devancière, afin de satisfaire à la réglementation technique qui interdit désormais les arrêts-ravitaillements en course, et pour éviter un échauffement excessif des pneumatiques, le principal défaut de la TF109. Deux exemplaires de la TF110 ont été construits,.
La monoplace est propulsée par un moteur V8 Toyota RVX-09 de 2,4 l de 2 398 cm3 de cylindrée. La transmission est assurée par une boîte de vitesses, en titane, longitudinale semi-automatique séquentielle à sept vitesses, conçue en interne. En raison de l'interdiction des ravitaillements en course et de la place accrue prise par le réservoir de 220 l à l'intérieur de la monoplace, le canal de refroidissement de la boîte de vitesses a été placé au-dessus de celle-ci, à l'image de la Red Bull RB6,.
Les disques de frein en carbone sont conçus par Brembo et Toyota tandis que les pneumatiques, montés sur des jantes BBS, sont fournis par Bridgestone. McLaren Electronics System et Microsoft fournissent les composants électroniques.

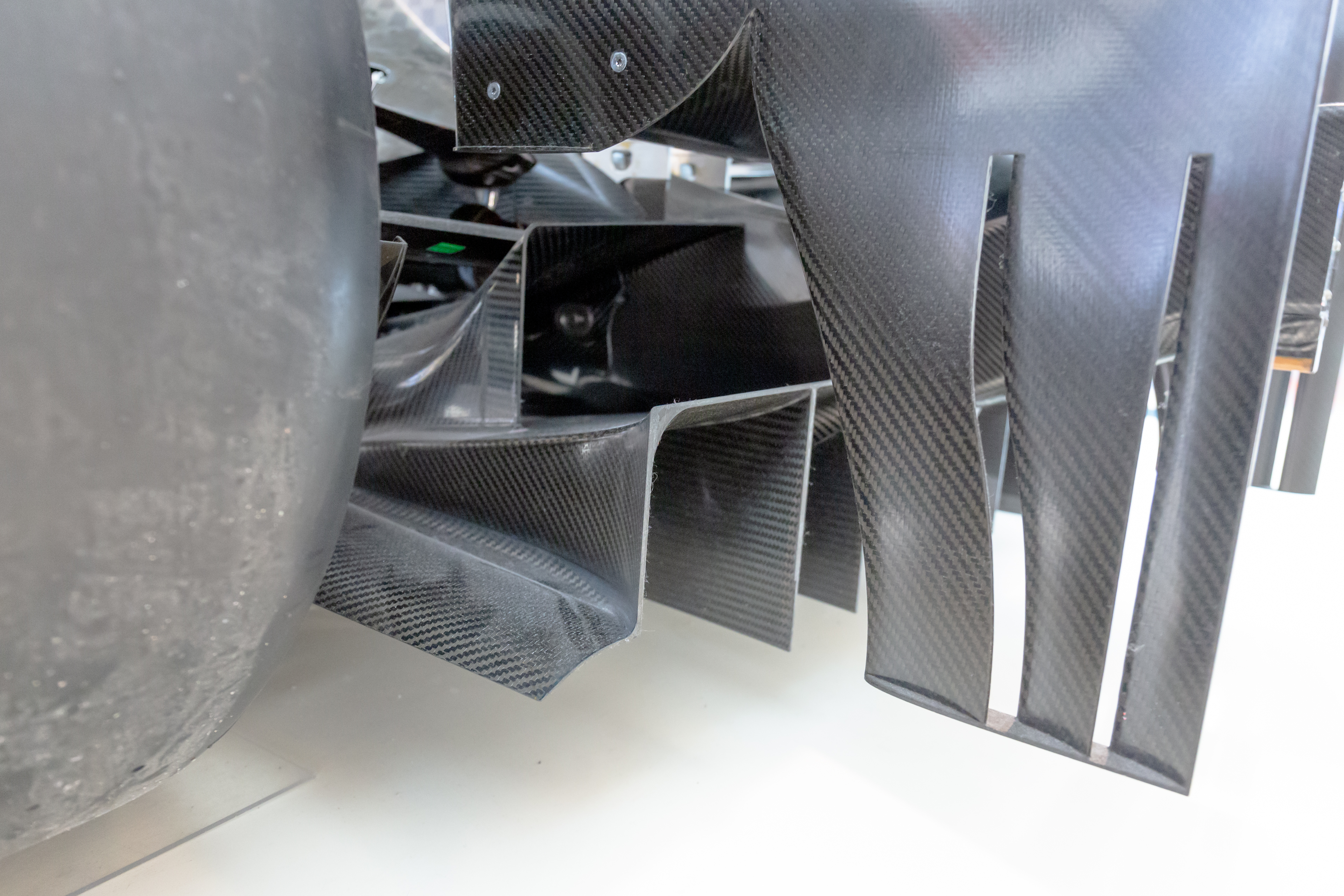
Le diffuseur de la Toyota TF110.

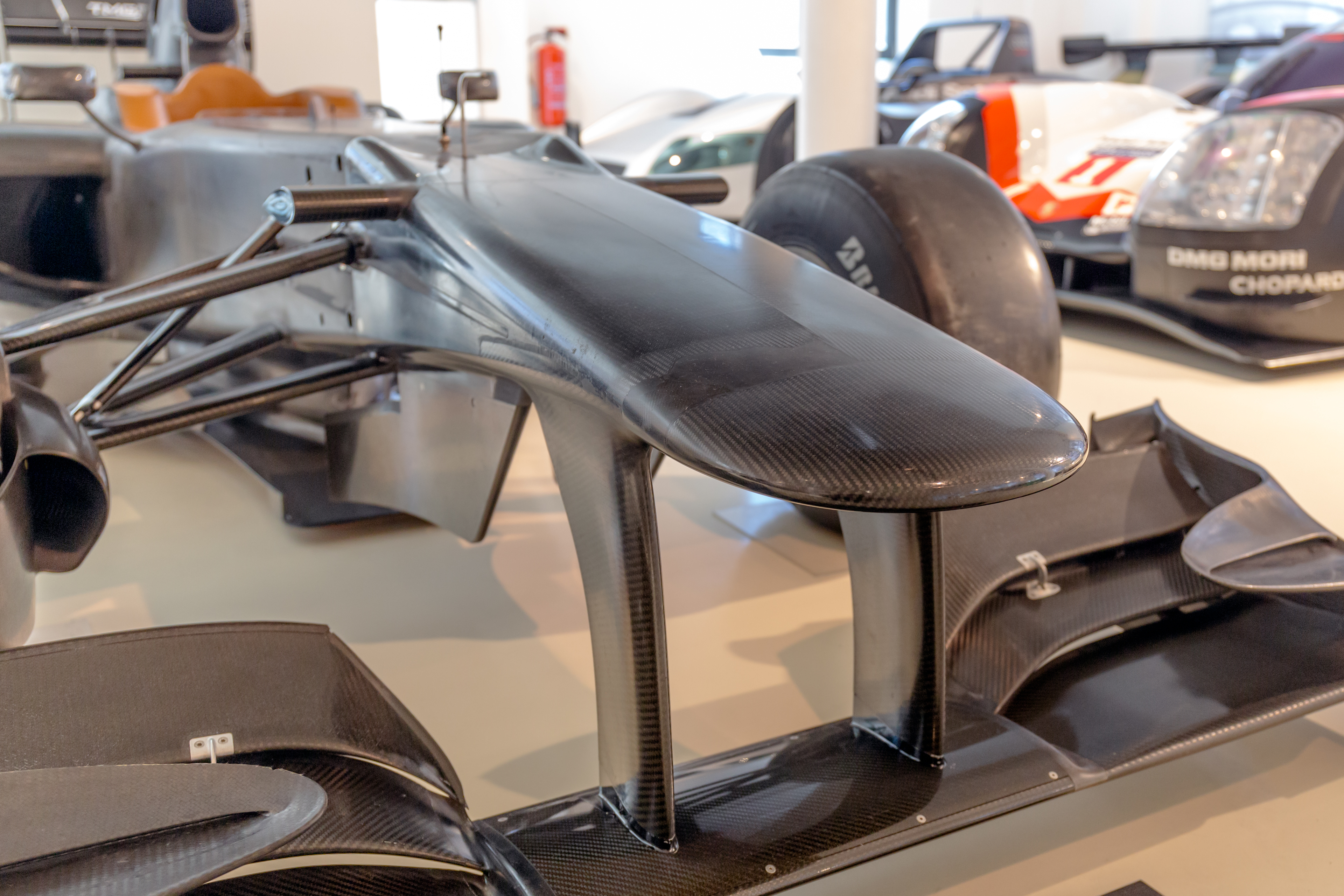
Le museau surélevé de la Toyota TF110.

Aérodynamiquement, la TF110 est, selon Pascal Vasselon, une évolution de la TF109. Elle arbore un double diffuseur arrière à la conception « extrême » selon Vasselon et considéré comme le plus perfectionné de l'époque. Ce diffuseur dispose de petites ailettes autour des conduits de freins et de déflecteurs sur la partie supérieure du diffuseur. Ce double diffuseur, conçu par l'Italien Giuseppe Azzollini, se retrouvera sur la Ferrari F10B, l'ingénieur étant recruté par la Scuderia Ferrari à la suite du désengagement de Toyota. À l'avant, la TF110 se distingue par un museau très élevé qui permet d'optimiser le flux d'air circulant autour de la voiture, et qui a été imité sur la BMW Sauber C29,.
Les suspensions adoptent une structure classique, avec une double triangulation superposée, moulée en fibre de carbone. Elles sont dotées de poussoirs et d'un basculeur avec une barre de torsion. L'innovation réside cependant dans l'utilisation d'un inerter Cambridge, dont le dispositif a été testé, tout comme les triangles de suspension arrière, sur la Toyota TF109 en fin de saison 2009. En outre, Toyota a rehaussé les triangles de suspension inférieurs et réduit l'écart entre les triangles. Cela permet de perfectionner l'élasto-cinématique des essieux de la TF110, tout en rendant les suspensions moins rigides. Les amortisseurs sont fournis par Öhlins,.

### Estimation de performances
Selon l'ancien pilote Toyota Timo Glock, les données virtuelles de la TF110 recueillies au moment de sa conception laissaient à penser que la firme nippone aurait pu se battre pour le titre. L'Allemand affirme savoir par « des ingénieurs qui sont passés de Toyota à Ferrari qu'au moment où Toyota a quitté la Formule 1, nos points aérodynamiques étaient en avance sur ceux de Ferrari », qui avait gagné cinq Grands Prix en 2010. Glock, qui a passé beaucoup de temps dans le simulateur pour développer la TF110, explique que celle-ci a été conçue pour être adaptée à son style de pilotage et que l'Allemand aurait pu remporter des courses, voire se mêler à la lutte pour le titre de champion du monde.
Sur le plan des performances aérodynamiques de la TF110, Pascal Vasselon déclare : « Lorsque nous avons cessé le développement, nous avions 20 à 30 points d'appui supplémentaires. Nous avions surpassé nos objectifs, et de loin. Même la TF109 était assez bonne pour rejoindre le podium. Plusieurs de nos aérodynamiciens sont passés dans d'autres équipes de pointe, et nous savons que nos données concernant l'appui aéro étaient très élevées ». Il ajoute qu'il prévoyait d'intégrer un diffuseur soufflé à la monoplace pour le premier Grand Prix de la saison 2010, affirmant que Toyota et Red Bull Racing auraient été les premiers à utiliser cette technologie.

### Déverminage
En mai 2010, le pilote japonais Kazuki Nakajima effectue un déverminage de la TF110, entièrement peinte en rouge aux couleurs de l'écurie serbe Stefan GP, sur le parking de l'usine de Toyota Motorsport à Cologne, en présence de journalistes de la presse spécialisée britannique et japonaise,.

## Tentatives de reprise par d'autres écuries

### Stefan Grand Prix

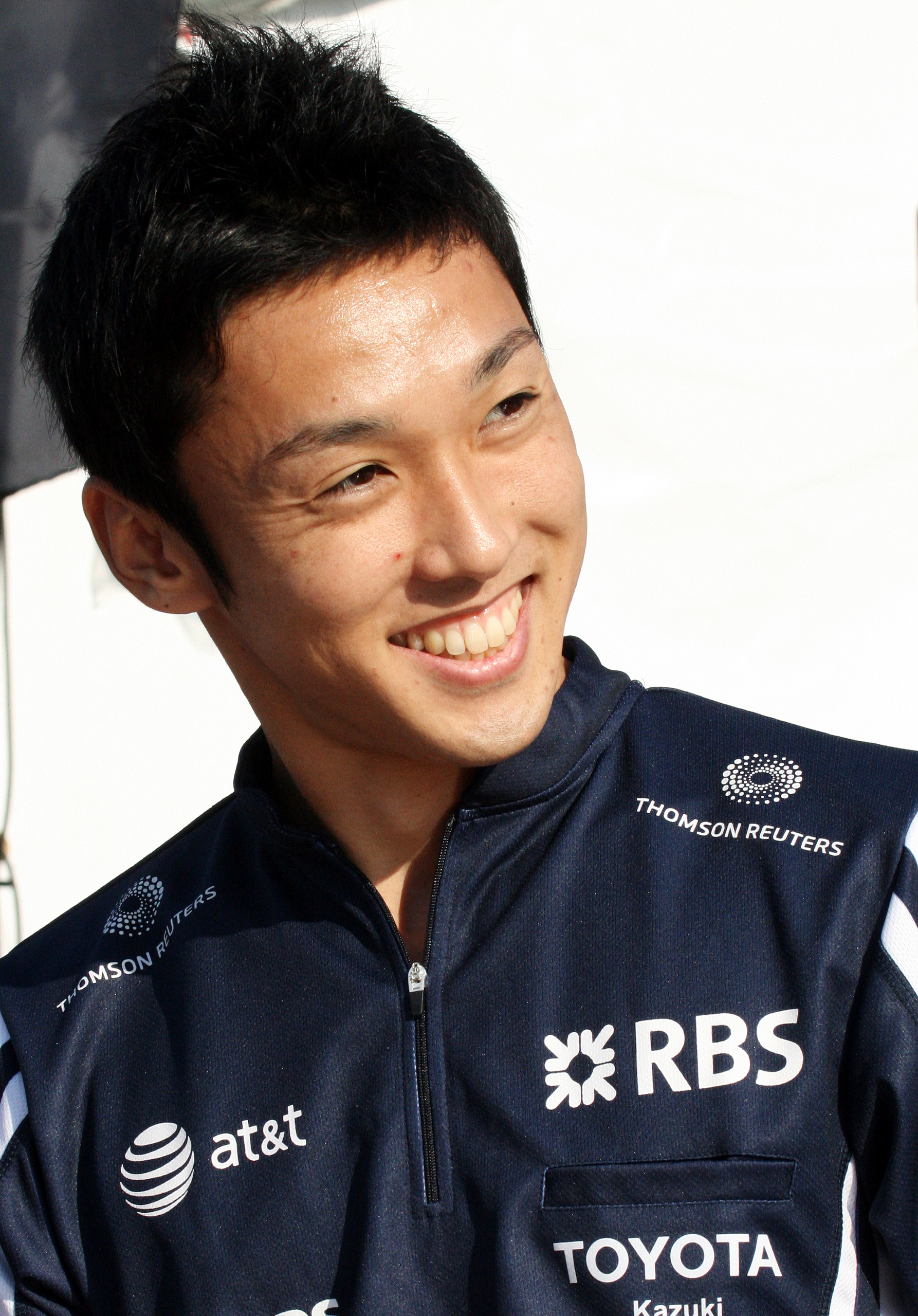
Le Japonais Kazuki Najakima (ici en 2009), soutenu par Toyota, devait piloter la TF110 pour l'écurie serbe Stefan Grand Prix.

Le départ de Toyota laisse une treizième et dernière place vacante dans le plateau de la Formule 1 pour la saison 2010, finalement attribuée à Sauber. Néanmoins, les risques de défection d'une ou de plusieurs écuries entrantes, Campos Racing, Manor Motorsport, USF1 et Lotus Racing, laissent un espoir pour l'équipe serbe Stefan GP, qui cherche à intégrer la discipline malgré sa non-sélection lors de l'appel d'offres passé par la Fédération internationale de l'automobile en juillet 2009. Ainsi, en décembre 2009, l'homme d'affaires serbe Zoran Stefanovic, fondateur de Stefan GP, annonce détenir un accord avec Toyota pour reprendre son programme en Formule 1 après avoir rencontré John Howett, le patron de Toyota Motorsport, dans son usine à Cologne. Stefanovic affirme disposer d'infrastructures en Serbie et en Allemagne pour mener à bien son projet et que son écurie, si elle n'est pas retenue pour la saison 2010, passera toute cette saison à effectuer des essais en vue d'un engagement en 2011. Stefan GP a, en outre, recruté l'ingénieur britannique Mike Coughlan en qualité de directeur technique,.
Fin décembre 2009, la Stefan S-01, qui serait une monoplace fondée sur les plans de la Toyota TF110, voire la TF110 elle-même, passe avec succès les crash-tests imposés par la FIA, même si l'arrière de la monoplace doit encore être allégé,.
Le 29 janvier 2010, Stefan Grand Prix signe un partenariat avec Toyota incluant un soutien technologique, l'utilisation de son usine à Cologne, ainsi que de la TF110, son moteur, rebadgé Stefan RG-01, et sa boîte de vitesses. L'accord comprend également le recrutement de Kazuki Nakajima, pilote japonais soutenu par Toyota, en échange du paiement de son salaire par la firme nippone,.
Début février, Stefan GP reçoit le soutien de Bernie Ecclestone, le détenteur des droits commerciaux de la Formule 1, qui espère voir l'écurie serbe en course au détriment de USF1 et Campos Racing, pour lesquelles il ne « croit pas » en leur participation,. Bien que non-inscrit, Stefanovic envoie du matériel de course à Bahreïn et en Malaisie, où se tiennent les deux premières manches du championnat,. L'écurie entame également des discussions avec de nombreux pilotes pour son second baquet : Sébastien Loeb, Narain Karthikeyan, Ralf Schumacher (soutenu par Ecclestone), Takuma Satō, Christian Klien, Karun Chandhok, Bertrand Baguette, Adrian Vallés et Alex Margaritis. Les pistes les plus sérieuses sont cependant celles de Jacques Villeneuve qui fait mouler un baquet à l'usine de Cologne, et Pastor Maldonado, pressenti pour un poste d'essayeur et réserviste,,.

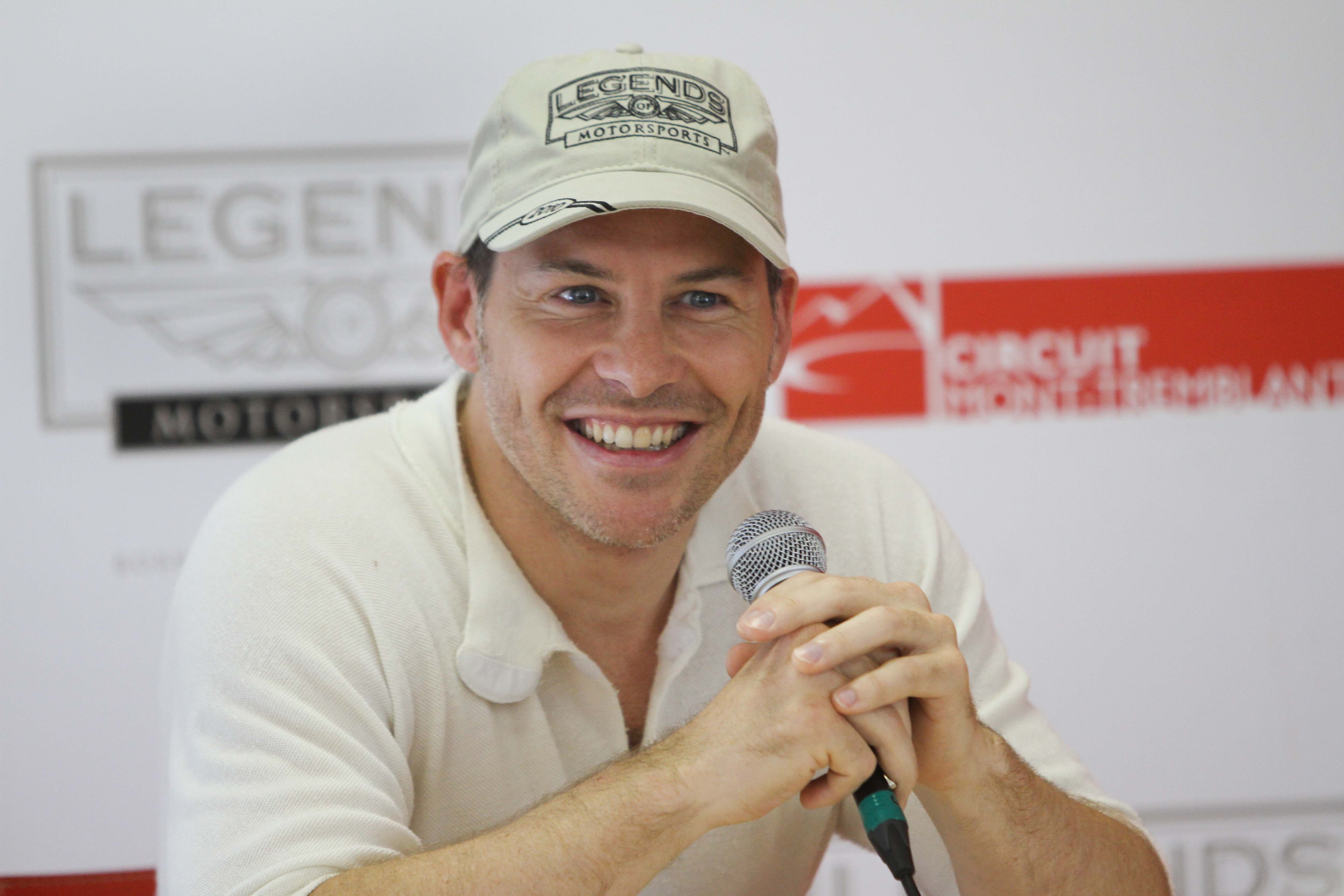
Le champion du monde de Formule 1 1997, Jacques Villeneuve (ici en 2010), est le candidat le plus probable pour piloter la seconde Stefan S-01.

Le 19 février 2010 à 8 h, la Stefan S-01 est démarrée dans les locaux de Cologne. D'après Stefanovic, « la voiture fonctionne impeccablement, il n'y avait aucun problème et nous pourrions faire une course ou des essais sur une piste de course, mais nous attendons juste les pneumatiques ». En effet, Bridgestone, le fournisseur officiel de pneus en Formule 1, n'alloue ses services qu'aux équipes inscrites en championnat du monde, et Stefan Grand Prix doit s'accommoder des gommes prévues pour les monoplaces de GP2 Series.
La S-01, arborant une livrée entièrement rouge, couleur de la Serbie doit ensuite participer à quatre journées d'essais, du 25 au 28 février, sur le circuit de Portimão au Portugal mais, trois jours auparavant, Stefan Grand Prix annule sa participation faute d'avoir trouvé un accord avec Bridgestone pour la fourniture de pneumatiques conçues pour la Formule 1 et ne souhaitant pas prendre de risques liées à la sécurité en utilisant des gommes prévues pour les GP2 Series,.
Fin février, Zoran Stefanovic révèle avoir négocié un projet de fusion de son écurie avec USF1, qui a demandé à repousser son engagement en Formule 1 pour le Grand Prix d'Espagne, cinquième manche du championnat, en vain.
Le 3 mars, la Fédération internationale de l'automobile publie la liste officielle des écuries engagées pour la saison 2010 de Formule 1 : USF1 s'est retiré faute de moyens financiers suffisants et Stefan Grand Prix, désireuse de prendre la place de l'écurie américaine n'est pas retenue, puisque la FIA doit réaliser un nouvel appel d'offres pour qu'une nouvelle équipe rejoigne la discipline.
Peu de temps après, Zoran Stefanovic annonce que son partenariat avec Toyota, conditionné à la participation de Stefan Grand Prix au championnat, est rompu. En outre, le constructeur japonais aurait émis des réserves quant à la viabilité du projet : malgré ses 60 employés et les 180 salariés que compte l'usine Toyota à Cologne, Stefan Grand Prix est liée à AMCO, une entreprise détenue par Stefanovic, spécialisée dans la technologie spatiale et militaire, dont le capital s'élève à seulement 500 euros,. Alors qu'il affirme avoir fourni des drones à la Bundeswehr et collaboré avec l'agence spatiale européenne pour la conception du lanceur spatial Ariane 5, les deux institutions démentent.

### Durango et Villeneuve Racing
En avril 2010, l'écurie italienne Durango Automotive, pourtant retirée du championnat de GP2 Series 2010 à la suite de difficultés financières, répond à l'appel d'offres de la Fédération internationale de l'automobile qui souhaite intégrer une treizième équipe en Formule 1 à partir de 2011. Durango prévoit de racheter les châssis Toyota TF110 pour participer au championnat. En juillet, Durango annonce un partenariat avec Jacques Villeneuve, le champion du monde 1997. Cette association, baptisée Villeneuve Racing, prévoit que le Canadien soit à la fois pilote et dirigeant. En septembre 2010, la Fédération internationale de l'automobile annonce qu'aucune candidature n'a répondu à son cahier des charges pour rejoindre la discipline.

### Pirelli
Le manufacturier italien Pirelli, choisi pour devenir le fournisseur exclusif de pneumatiques pour l'ensemble des écuries de Formule 1 à partir de 2011, cherche, en juin 2010, à acquérir une monoplace de test et développement. Après avoir envisagé l'achat d'une ancienne BMW Sauber puis d'une Toyota TF110, Pirelli achète une Toyota TF109, préparée par Toyota Motorsport,. Afin qu'aucune écurie ne tire avantage de ces essais de développement, la TF109 est confiée à Nick Heidfeld, libéré de son poste de pilote-essayeur par Mercedes Grand Prix.

### Hispania Racing F1 Team
Enfin, en mai 2010, l'écurie espagnole Hispania Racing F1 Team, mécontente des performances de sa F110, rompt son partenariat avec Dallara, la société qui a conçu cette monoplace. Hispania Racing F1 Team envisage d'acquérir les plans de la Toyota TF110 ce qui constituerait, pour son directeur technique Geoff Willis, une base de travail pour la conception d'une nouvelle monoplace motorisée par Cosworth pour 2011. De plus, sur les conseils de son directeur, Colin Kolles, le propriétaire de l'écurie espagnole, José Ramón Carabante, a visité à deux reprises l'usine de Toyota. Kolles souhaiterait y installer son équipe technique où il disposerait de bureaux, d'une soufflerie, de machines pour concevoir des pièces et d'une salle d'assemblage,. Néanmoins, ce projet ne se concrétise pas.
À la mi-novembre 2010, le quotidien sportif espagnol Marca révèle que Hispania Racing F1 Team s'apprête à officialiser un accord avec Toyota Motorsport comprenant la propriété intellectuelle de la Toyota TF110, la mise à disposition de deux souffleries et d'une centaine d'employés de l'usine de Cologne. Quelques jours plus tard, à la surprise de Hispania Racing F1 Team, Toyota annonce la rupture de toute négociation avec l'écurie espagnole, invoquant le non-respect d'obligations contractuelles, et conserve la propriété de la TF110,. José Ramón Carabante estime que l'utilisation d'une TF110 adaptée à la réglementation en vigueur en 2011 aurait permis à ses pilotes de se classer parmi les huit premiers en course mais cet argument n'a pas convaincu les potentielles entreprises espagnoles qui auraient pu l'aider à financer ce projet.

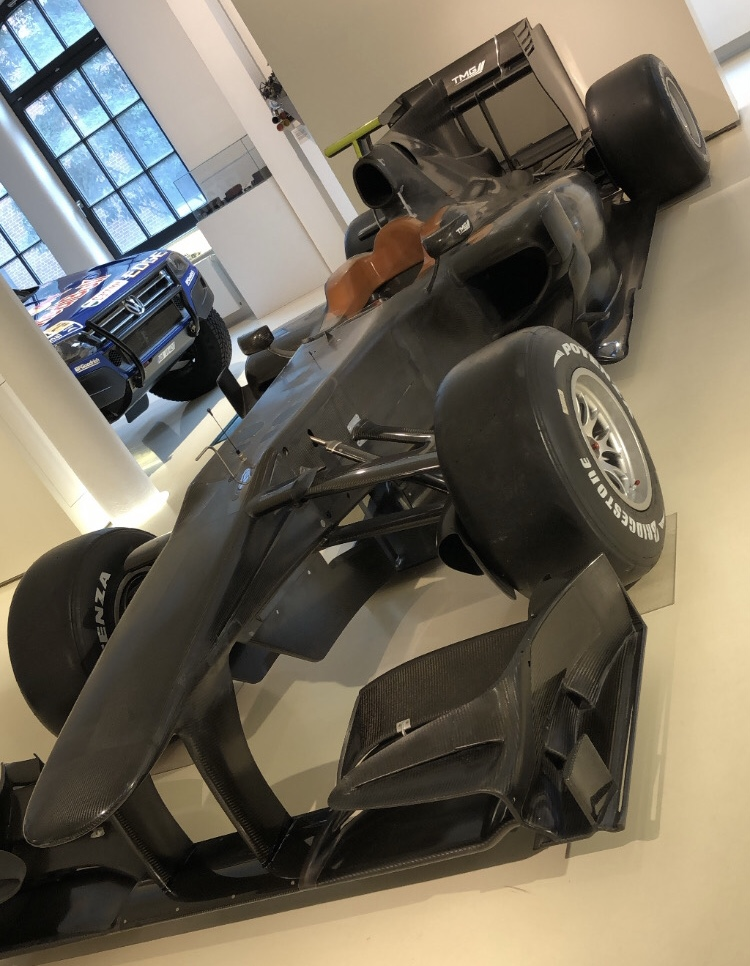
La Toyota TF110-02 exposée au Automuseum Prototyp de Hambourg.

## Devenir des monoplaces
Deux exemplaires de la Toyota TF110 ont été construits. La TF110-01, peinte en rouge aux couleurs de Stefan GP, a servi à une démonstration effectuée par le Japonais Kazuki Nakajima dans le parking de l'usine de Toyota Motorsport à Cologne en mai 2010. John Howett, le président de la structure, l'a endommagée en percutant un mur lors d'un essai de pilotage à l'occasion de son pot de départ. Le second exemplaire, la TF110-02, qui n'a jamais été peint, est exposé à l' Automuseum Prototyp de Hambourg.